# Big Boi And Dre Present...OutKast
Big Boi And Dre Present...OutKast – wydany przez OutKast w grudniu 2001 roku krążek typu Greatest Hits. Oprócz największych hitów zespołu, na płycie znalazły się również trzy nowe utwory.

## Lista utworów
1. „Intro”
2. „Funkin' Around”
3. „Ain't No Thang”
4. „So Fresh, So Clean”
5. „Rosa Parks”
6. „The Whole World”
7. „Aquemini”
8. „B.O.B. (Bombs Over Baghdad)”
9. „Southernplayalisticadillacmuzik”
10. „Crumblin' Erb”
11. „Ms. Jackson”
12. „Player's Ball”
13. „Elevators (Me and You)”
14. „Spottieottiedopaliscious”
15. „Git Up, Git Out”
16. „Movin' Cool (the After Party)”